# Gustav Otto
Gustav Otto (Colonia, 12 gennaio 1883 – Monaco di Baviera, 28 febbraio 1926) è stato un imprenditore, ingegnere e aviatore tedesco, progettista e produttore di aeromobili e motori per aerei e fondatore insieme a Karl Rapp il 7 marzo 1916 della Bayerische Flugzeugwerke (BFW) che poi il 21 luglio 1917 divenne Bayerische Motoren Werke AG (BMW).

## Biografia
Figlio dell'ingegnere tedesco Nikolaus August Otto, inventore del motore a combustione interna a quattro tempi, ha frequentato la scuola secondaria superiore a Colonia e ha svolto stage presso produttori di macchine utensili. Successivamente, ha frequentato gli istituti tecnici di Hannover, Karlsruhe e Monaco di Baviera per ulteriori studi di ingegneria. Terminati gli studi, ha co-fondato la società Bayerische Auto-Garage.

### Passione per il volo
Otto ha corso con successo in auto e moto in vari eventi competitivi. Era anche molto attivo nei primi giorni dell'aviazione. Il 10 aprile 1910 ottenne la licenza di pilota su un biplano Aviatik (rilevò anche un'agenzia per questo aereo). Fondò l'officina Aeroplanbau Otto-Alberti (ribattezzata Gustav Otto Flugmaschinenfabrik nel 1911) presso l'aeroporto di Puchheim. Nel 1910 Otto progettò e costruì un biplano che fece scalpore. Otto, insieme a pochi altri, fece volare anche macchine fatte di legno, filo, tela e alimentati da motori aeronautici Daimler. Attraverso la loro passione per le macchine volanti, hanno contribuito a trasformare l'aviazione da un hobby fai-da-te a un'industria vitale per l'esercito, soprattutto dopo lo scoppio della prima guerra mondiale.
Otto fondò diverse società allo scopo di costruire aerei. Per la sua prima azienda, il 15 marzo 1911 nel registro delle imprese di Monaco di Baviera è stata registrata la seguente iscrizione con il numero 14/364: "Gustav Otto a Monaco, Flugmaschinenfabrik (fabbrica di aeromobili), Office Karlstrasse 72". Poco dopo, Otto trasferì l'officina dalla sua sede originaria al 37, Gabelsberger Strasse, nella nuova sede al 135, Schleissheimer Strasse, e nel 1913 iniziò a costruire una nuova fabbrica al 76, Neulerchenfeldstrasse (poi Lerchenauer Straße) a Oberwiesenfeld (l'azienda fu ribattezzato "Otto-Werke" nel 1915).

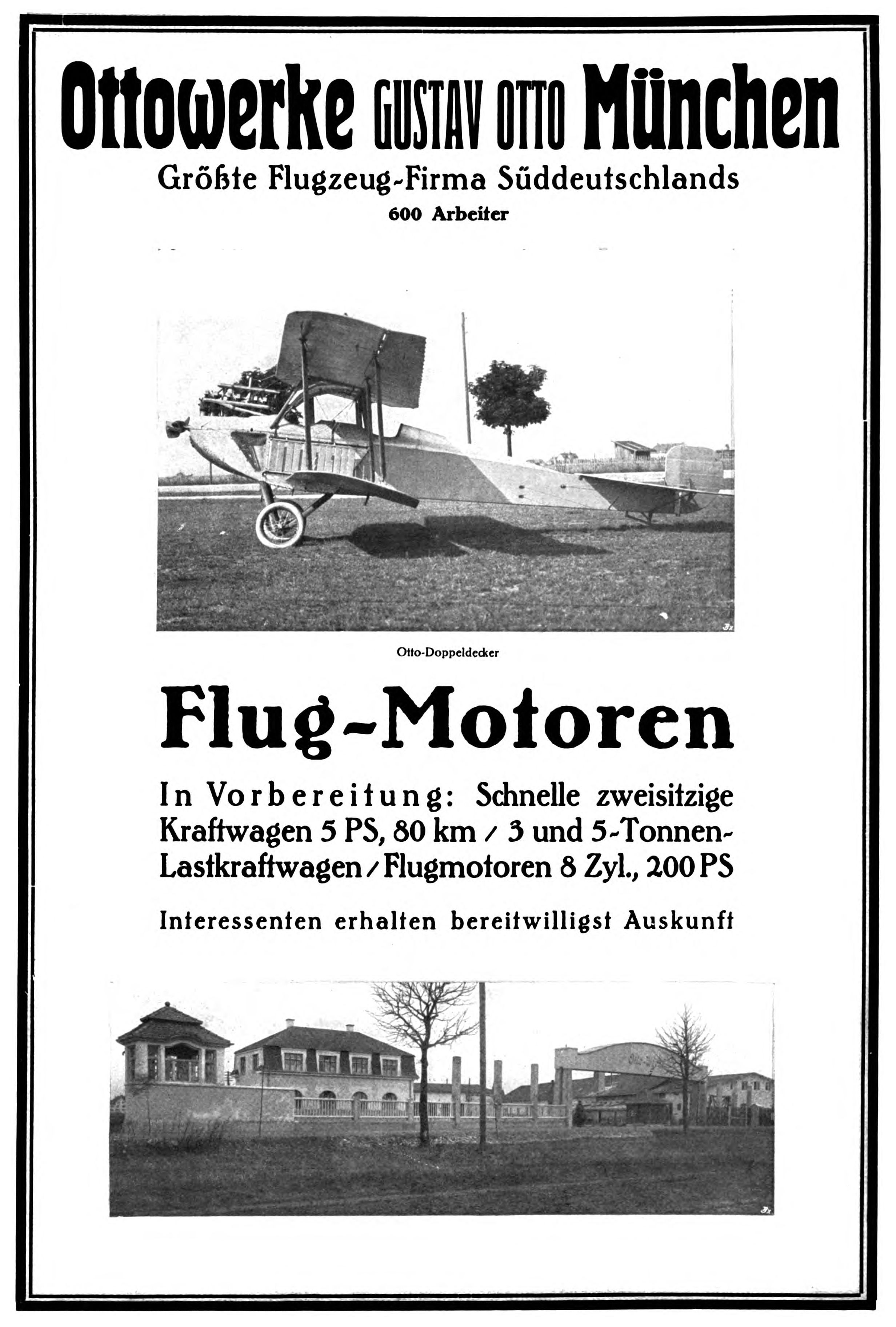
Ottowerke Gustav Otto München pubblicità all'inizio del 1916

Nel 1911 fondò l'azienda Gustav Otto Flugmaschinenfabrikun, una società che costruiva motori e aeroplani basata sulla costruzione dei motori inventati da suo padre. Nel 1913 Otto iniziò una collaborazione con Karl Rapp, un produttore di motori di Monaco di Baviera. Il 7 marzo 1916 fuse la sua azienda con la Rapp Motorenwerke GmbH e costituì la Bayerische Flugzeugwerke AG (BFW). Il 21 luglio 1917 i due soci ribattezzarono l'azienda Bayerische Motoren Werke AG (BMW).
Otto ha venduto oltre 30 aerei attraverso la sua società, che comprendeva anche una scuola di volo. Ernst Udet, il secondo asso dell'aviazione tedesca con il punteggio più alto della prima guerra mondiale (dopo Manfred von Richthofen), ha conseguito il brevetto di pilota dopo un addestramento privato con Otto.

### La fondazione di BMW
Nel 1913, dopo aver venduto 47 aerei all'esercito bavarese, Otto aprì una fabbrica Otto-Flugzeugwerke su Lerchenauer Strasse appena ad est dell'area di manovra delle truppe di Oberwiesenfeld nel quartiere Milbertshofen di Monaco (quest'area divenne in seguito il primo aeroporto di Monaco). Voleva essere più vicino al processo di appalto del governo tedesco per la vendita militare. Tuttavia, non era abile nella politica e nei guadagni necessari quando si trattava del ministero della guerra bavarese e dell'esercito prussiano. L'incapacità di navigare in queste politiche lasciando intatti il suo orgoglio e la sua integrità, lo turbava profondamente.
Poco dopo il 1914, Otto fondò un'altra società chiamata AGO Flugzeugwerke presso il Johannisthal Air Field di Berlino. Il nome "AGO" stava per Actien-Gesellschaft Otto o Aerowerke Gustav Otto - sembra esserci qualche ambiguità - ma durante i primi anni della prima guerra mondiale la società per lo più costruiva su licenza i progetti della Otto Flugmaschinenfabrik (così come la Pfalz Flugzeugwerke). I progetti di Otto ebbero inizialmente successo, ma costantemente afflitti da problemi legati alla produzione economica e alle entrate. All'inizio della guerra, Otto-Flugzeugwerke riforniva l'aeronautica militare tedesca, ma i problemi di produzione finirono per essere così grandi che le agenzie governative sollecitarono l'azienda a risolverli. Lo stress del tempo di guerra sembrava rivelarsi un peso troppo grande per Otto che soffriva di problemi di salute che portarono a problemi finanziari con l'azienda: nel 1915 fu ricoverato in un ospedale psichiatrico di Monaco per il trattamento della depressione. Durante il suo trattamento, la società languiva sull'orlo del fallimento. Alla fine, Otto è stato costretto a dimettersi e gli è stato offerto un buyout che lo avrebbe compensato per l'attività e avrebbe coperto anche le sue spese mediche. I beni furono infine rilevati da un consorzio che li incorporò nella Bayerische Flugzeugwerke il 19 febbraio 1916. Otto quindi non aveva più una partecipazione in questa società e rivolse invece i suoi interessi a una Otto-Werke Flugzeug indipendente appena fondata (1º febbraio 1916) - und Maschinenfabrik GmbH.
Dopo la prima guerra mondiale, Otto iniziò un nuovo tentativo di produzione di automobili con la Starnberger Automobilwerke. Si presume che l'auto di lusso Otto-Mercedes costruita lì sia stata ben accolta all'estero.
Nel 1924 Otto divorziò dalla moglie Ada. Soffrì molto per il calvario emotivo. Ada si risposò, ma nell'agosto del 1925 morì in circostanze misteriose che diedero adito a molte speculazioni. Sebbene non fosse più sposato con lei, Otto accolse la sua morte nel modo più duro e cadde di nuovo in una profonda depressione.
Nel 1926, tra tentativi falliti di affari (causati da vari motivi), la morte della moglie e problemi di salute, Otto si suicidò all'età di 43 anni a Monaco.